# Fierville-les-Mines
Fierville-les-Mines est une commune française située dans le département de la Manche en région Normandie, peuplée de 349 habitants.

## Géographie

### Localisation
La commune est située sur la Côte des Isles, dans le Cotentin.
Les communes limitrophes sont Besneville, Le Mesnil, Saint-Jacques-de-Néhou, Saint-Maurice-en-Cotentin, Saint-Pierre-d'Arthéglise, Port-Bail-sur-Mer et Bricquebec-en-Cotentin.

### Hydrographie
La commune est située dans le bassin Seine-Normandie. Elle est drainée par la Saudre, le cours d'eau 01 du Petit Manoir, le cours d'eau 02 de la Grande Motte et le fossé 01 du Hameau des Landes,,.
La Saudre, d'une longueur de 14 km, prend sa source dans la commune de Saint-Maurice-en-Cotentin et se jette dans la Douve en limite de Saint-Sauveur-le-Vicomte et de Néhou, après avoir traversé six communes.

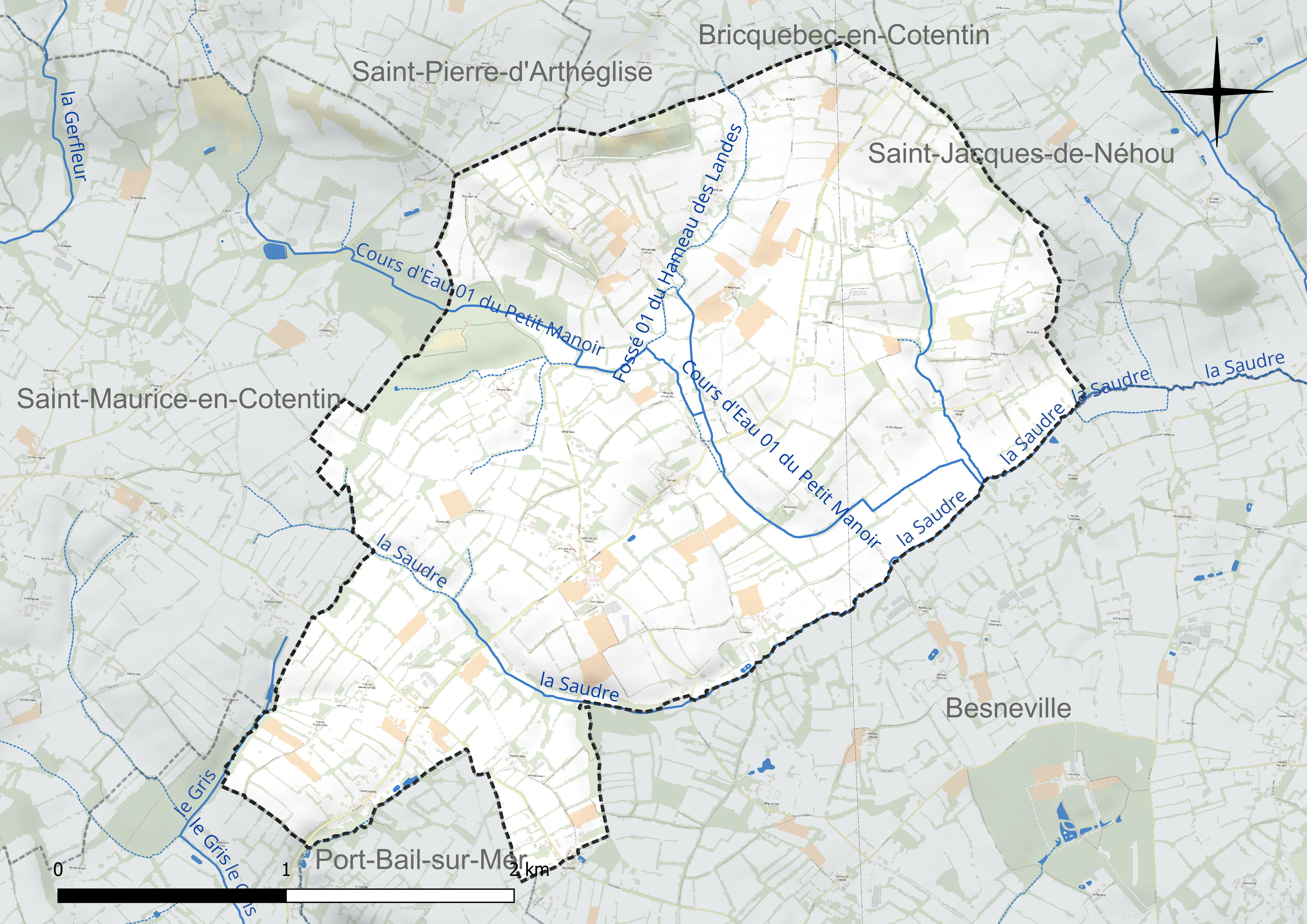
Réseau hydrographique de Fierville-les-Mines.

### Climat
Pour des articles plus généraux, voir Climat de la Normandie et Climat de la Manche.
En 2010, le climat de la commune est de type climat océanique franc, selon une étude du CNRS s'appuyant sur une série de données couvrant la période 1971-2000. En 2020, Météo-France publie une typologie des climats de la France métropolitaine dans laquelle la commune est exposée à un climat océanique et est dans la région climatique  Normandie (Cotentin, Orne), caractérisée par une pluviométrie relativement élevée (850 mm/a) et un été frais (15,5 °C) et venté. Parallèlement le GIEC normand, un groupe régional d’experts sur le climat, différencie quant à lui, dans une étude de 2020, trois grands types de climats pour la région Normandie, nuancés à une échelle plus fine par les facteurs géographiques locaux. La commune est, selon ce zonage, exposée à un « climat maritime », correspondant au Cotentin et à l'ouest du département de la Manche, frais, humide et pluvieux, où les contrastes pluviométrique et thermique sont parfois très prononcés en quelques kilomètres quand le relief est marqué.
Pour la période 1971-2000, la température annuelle moyenne est de 11,1 °C, avec une amplitude thermique annuelle de 11,2 °C. Le cumul annuel moyen de précipitations est de 892 mm, avec 14,2 jours de précipitations en janvier et 7,5 jours en juillet. Pour la période 1991-2020, la température moyenne annuelle observée sur la station météorologique la plus proche, située sur la commune de Cherbourg-en-Cotentin à 28 km à vol d'oiseau, est de 12,1 °C et le cumul annuel moyen de précipitations est de 963,9 mm,. Pour l'avenir, les paramètres climatiques de la commune estimés pour 2050 selon différents scénarios d’émission de gaz à effet de serre sont consultables sur un site dédié publié par Météo-France en novembre 2022.

## Urbanisme

### Typologie
Au 1er janvier 2024, Fierville-les-Mines est catégorisée commune rurale à habitat très dispersé, selon la nouvelle grille communale de densité à sept niveaux définie par l'Insee en 2022.
Elle est située hors unité urbaine et hors attraction des villes,.

### Occupation des sols
L'occupation des sols de la commune, telle qu'elle ressort de la base de données européenne d’occupation biophysique des sols Corine Land Cover (CLC), est marquée par l'importance des territoires agricoles (100 % en 2018), une proportion identique à celle de 1990 (100 %).
La répartition détaillée en 2018 est la suivante : prairies (58,6 %), terres arables (23,3 %), zones agricoles hétérogènes (18,2 %).

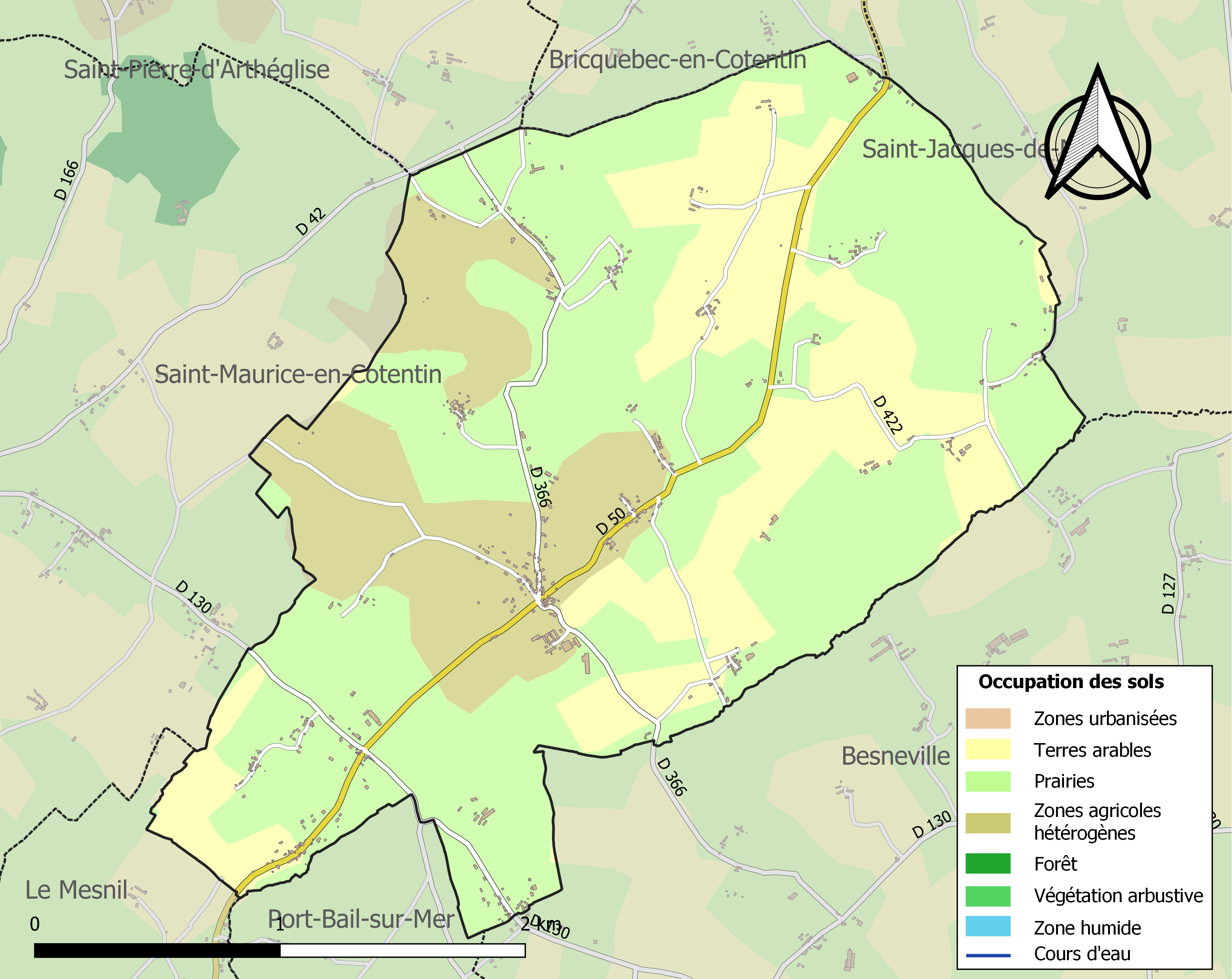
Carte des infrastructures et de l'occupation des sols de la commune en 2018 (CLC).

L'évolution de l’occupation des sols de la commune et de ses infrastructures peut être observée sur les différentes représentations cartographiques du territoire : la carte de Cassini (XVIIIe siècle), la carte d'état-major (1820-1866) et les cartes ou photos aériennes de l'IGN pour la période actuelle (1950 à aujourd'hui).

## Toponymie
Le nom de la localité est attesté sous les formes Ferevilla en 1156, en 1220 et en 1256, Feravilla en 1210, dans le cartulaire de Montebourg.
Toponyme médiéval issu de l'ancien français fiere vil(l)e « ville fière », « ville orgueilleuse », ou simplement « bonne ville », « belle ville », d’après le sens de « très grand, excellent » que le mot fier a également eu en ancien français. Georges Bernage ne reprend pas l'étymologie proposée par François de Beaurepaire, qui voit dans le premier élément un nom de personne germanique, probablement franc.
Le déterminant -les-Mines, proposé une première fois en 1828 par Louis Du Bois afin de différencier Fierville de ses deux homonymes normands, ne fut officiellement adopté qu'en 1935. Il fait référence à la présence locale de mines de fer. Celles-ci sont signalées sur la carte de Cassini, près des hameaux Daumaille de Haut et de Bas, en limite de commune.

## Histoire

### Moyen Âge
Geoffroy de Fierville qui vivait au XIe siècle, signa avec le duc de Normandie, Guillaume, la charte de fondation de l'abbaye de Lessay.
Au XIIe siècle, la paroisse relevait de l'honneur de La Haye,
Le fief des Moitiers ou des Moustiers, dont le nom est issu de la famille des Moitiers, constituait la principale seigneurie de Fierville. Son premier membre connu est Robert des Moustiers qui vivait en 1334, et dont le fils, Roger, était, dès 1330, patron de l'église de Fierville. Cependant les fiefs de Fierville dépendaient alors du fief de Sortosville. En 1250, Symon de Sortosville était patron et curé de Fierville.
Le 5 mars 1404 par aveu rendu au roi, il est dit que Jehan de Briroy, écuyer « tient par hommage un fieu ou membre de fieu assis en la paroisse de Fierville. Jehan des Mostiers tient l'autre fief. Puis vers le début du XVe siècle, la famille de Briroy semble avoir réuni sous sa possession les divers fiefs de la paroisse de Fierville »,. Lui succède l'un de ses deux fils, Raoul, qui est à son tour seigneur de Fierville vers 1423.

#### Parc seigneurial de Fierville
Le parc seigneurial de Fierville dont l'existence a été mis en évidence par Jean Barros, ne relevait probablement pas de la seigneurie de Fierville. Il s'agirait plutôt d'une dépendance de l'honneur de la baronnie de Néhou possession des Néel puis des Reviers-Vernon. Se basant sur le cadastre de 1826, Barros, en trace les limites « du ruisseau venant du village es Massons, à l'ouest, le grand chemin de la Haye-du-Puits à Bricquebec par le pont Abraham (sur la Saudre). À l'est et au sud, le long du village du Haut du parc, la limite est de forme semi-circulaire. Au nord, la limite est difficile à connaître. Pour la plus grande partie, cette limite s'adapte à la topographie des lieux : coteaux, talwegs, ruisseaux. La superficie pouvait être d'environ 60 hectares. À l'est, l'actuelle limite communal de Fierville épouse, sur près d'un kilomètre, le tracé conjectural de la limite du parc, le long du chemin de La Haye-du-Puits à Bricquebec. À l'intérieur de cette limite, on note quelques micro-toponymes remarquables : la Porte, la grande Porte, La petite Porte, l'Abbaye, l'herbage de l'Étang et l'Étang (asséché) jouxtent la limite ouest (ruisseau du village ès Massons) ».
Le micro-toponyme de l'Abbaye serait à rapprocher des nombreux domaines que les moines de Montebourg avaient reçu en don des barons de Néhou. Quant aux « porte », elles sont tournées dans la direction de Néhou.

### Temps modernes
Sont à leur tour seigneurs de Fierville, Robert Briroy, vers 1520, Guillaume vers 1540, Jean de Briroy qui vivait vers 1543.
En 1567, André de Chantelou, sieur des Moustiers et Fierville, est taxé pour ces deux fiefs de 11 livres dans le rôle des nobles et roturiers, au titre du ban et de l'arrière ban de la vicomté de Coutances, réalisé par Gilles Dancel, seigneur d'Audouville, lieutenant général du bailli de Cotentin, tenu à Coutances les 20-22 octobre. Dans le même rôle, Jehan de Briroy, écuyer, sieur de Fierville, est taxé pour ce fief de 4 livres. Le fief de Fierville, qui valait un huitième de fief de haubert, était tenu du fief de Sortosville.
En 1578, Henri III, concède, par lettres patentes, à Jean (Jehan) de Briroy, seigneur de Fierville, deux foires annuelles : l'une à la Saint-Gilles, l'autre à la Saint-Gorgon. On trouve également un Nicolas décédé vers 1614. Ce dernier n'aura que quatre filles, et Françoise Briroy, héritière de Fierville, épousera Gilles Cauvet, receveur des tailles en l'élection de Bayeux, sieur de Vallun-Guéhébert. Une des sœurs de Françoise, Marie épousa en 1614 Pierre II de Harcourt dont le fils Guillaume de Harcourt achètera des enfants des époux Cauvet, en octobre 1667, devant Tardif, tabellion à Bricquebec, le fief de Fierville, et que la famille conservera jusqu'au 25 avril 1714. À cette date, Pierre II, fieffe Fierville à Jean-Jacques Foliot (1670-1743), écuyer, sieur des Carreaux. Lui succède, Jean-Thomas Folliot de Fierville (1699-1756), son fils, lieutenant d'infanterie, chevalier de Saint-Louis, qui sera de 1737 à 1753 capitaine des gardes côtes de Portbail et de Carteret. Il avait épousé à Valognes le 23 novembre 1734, Adrienne-Madeleine Jallot de Beaumont avec qui il eut trois fils dont Jean-Adrien-Félix Folliot (1735-1819), qui sera le dernier seigneur de Fierville et de 1790 à 1791 son premier maire. Jean-Adrien-Félix Folliot, lieutenant au régiment de Rohan-Rochefort, sera en 1757 capitaine général de la capitainerie garde côte de Portbail et Carteret, chef de la division des gardes côtes de Barneville, et chevalier de Saint-Louis en 1791. 

### Révolution française et Empire
Les deux fils de Jean-Adrien-Félix Folliot, issus de son mariage avec Catherine de Clamorgan (9 janvier 1759), Pierre-Désiré-Félix Folliot (1766-1802) et Félix-Bon-François Folliot (1770-1842), émigrèrent et combattirent entre autres dans le régiment Loyal-Émigrant,.

### Époque contemporaine
En 1935, Fierville devient Fierville-les-Mines.

## Politique et administration
La commune fait partie de la communauté d'agglomération du Cotentin.

### Liste des maires
| Période                                  | Période        | Identité                               | Étiquette | Qualité                        |
| ---------------------------------------- | -------------- | -------------------------------------- | --------- | ------------------------------ |
| février 1790                             | septembre 1791 | Jean-Adrien-Félix Folliot de Fierville |           | Ancien seigneur de la paroisse |
|                                          |                |                                        |           |                                |
| 1992                                     | 1998           | Maurice Gallet                         |           |                                |
| 1998                                     | mars 2014      | Gilbert Scelle                         | SE        |                                |
| mars 2014                                | mai 2020       | Jean-Claude Levast                     | SE        | Cadre                          |
| mai 2020                                 | En cours       | Gérard Blestel                         | SE        | Retraité artisan               |
| Les données manquantes sont à compléter. |                |                                        |           |                                |

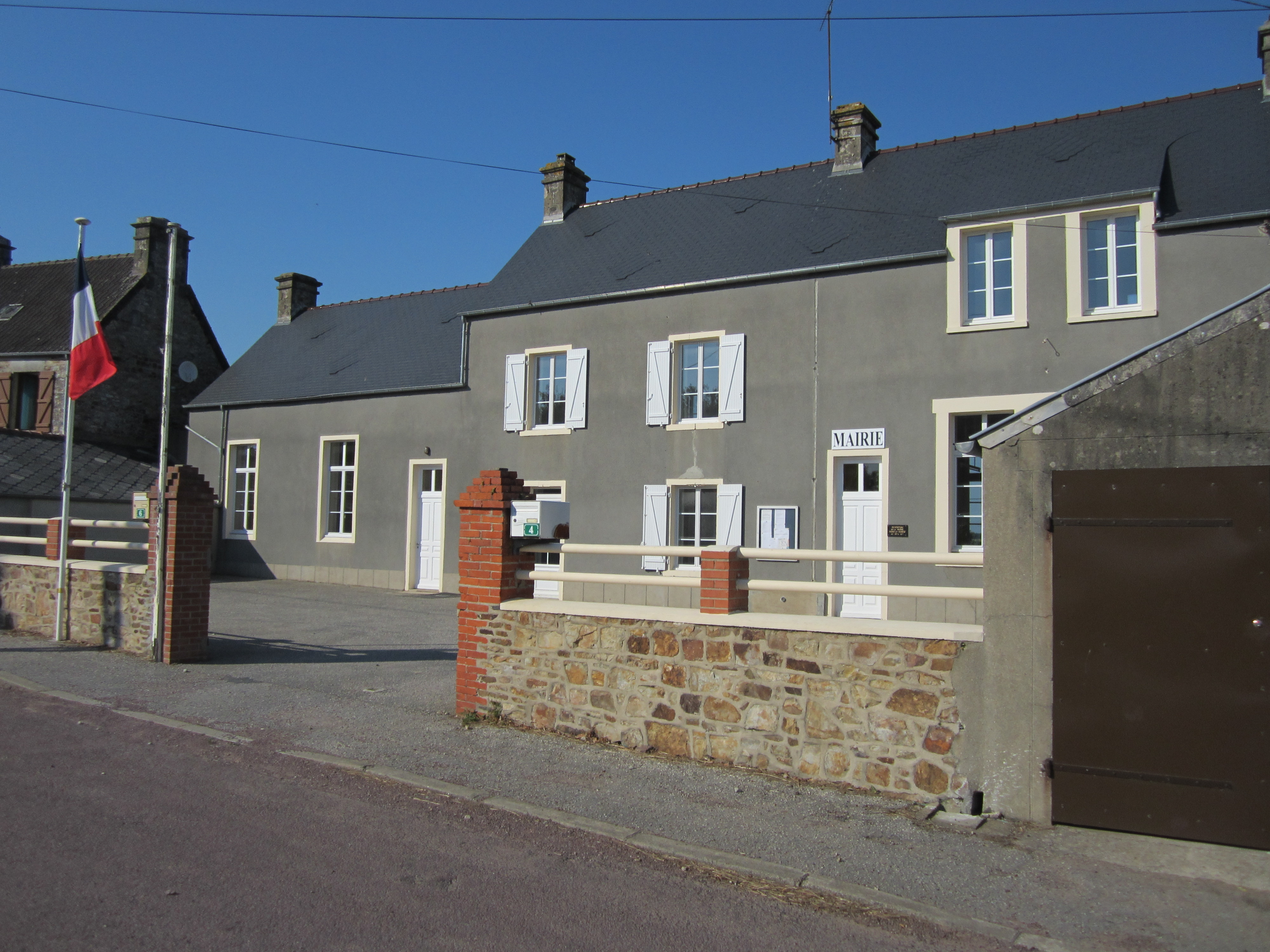
La mairie.

Le conseil municipal est composé de onze membres dont le maire et deux adjoints.

## Population et société
Les habitants de la commune sont appelés les Fiervillais.

### Démographie
L'évolution du nombre d'habitants est connue à travers les recensements de la population effectués dans la commune depuis 1793. Pour les communes de moins de 10 000 habitants, une enquête de recensement portant sur toute la population est réalisée tous les cinq ans, les populations de référence des années intermédiaires étant quant à elles estimées par interpolation ou extrapolation. Pour la commune, le premier recensement exhaustif entrant dans le cadre du nouveau dispositif a été réalisé en 2005.
En 2022, la commune comptait 349 habitants, en évolution de +4,18 % par rapport à 2016 (Manche : −0,31 %, France hors Mayotte : +2,11 %).
| 1793 | 1800 | 1806 | 1821 | 1831 | 1836 | 1841 | 1846 | 1851 |
| ---- | ---- | ---- | ---- | ---- | ---- | ---- | ---- | ---- |
| 710  | 592  | 700  | 854  | 751  | 751  | 705  | 675  | 667  |

| 1856 | 1861 | 1866 | 1872 | 1876 | 1881 | 1886 | 1891 | 1896 |
| ---- | ---- | ---- | ---- | ---- | ---- | ---- | ---- | ---- |
| 636  | 600  | 588  | 566  | 582  | 527  | 523  | 486  | 456  |

| 1901 | 1906 | 1911 | 1921 | 1926 | 1931 | 1936 | 1946 | 1954 |
| ---- | ---- | ---- | ---- | ---- | ---- | ---- | ---- | ---- |
| 442  | 481  | 473  | 422  | 431  | 413  | 436  | 476  | 432  |

| 1962 | 1968 | 1975 | 1982 | 1990 | 1999 | 2005 | 2006 | 2010 |
| ---- | ---- | ---- | ---- | ---- | ---- | ---- | ---- | ---- |
| 412  | 338  | 322  | 284  | 245  | 252  | 300  | 303  | 311  |

| 2015 | 2020 | 2022 | - | - | - | - | - | - |
| ---- | ---- | ---- | - | - | - | - | - | - |
| 331  | 350  | 349  | - | - | - | - | - | - |

### Manifestations culturelles et festivités
- Foire Saint-Gilles le dernier week-end d'août.

## Culture locale et patrimoine

### Lieux et monuments

#### Patrimoine civil

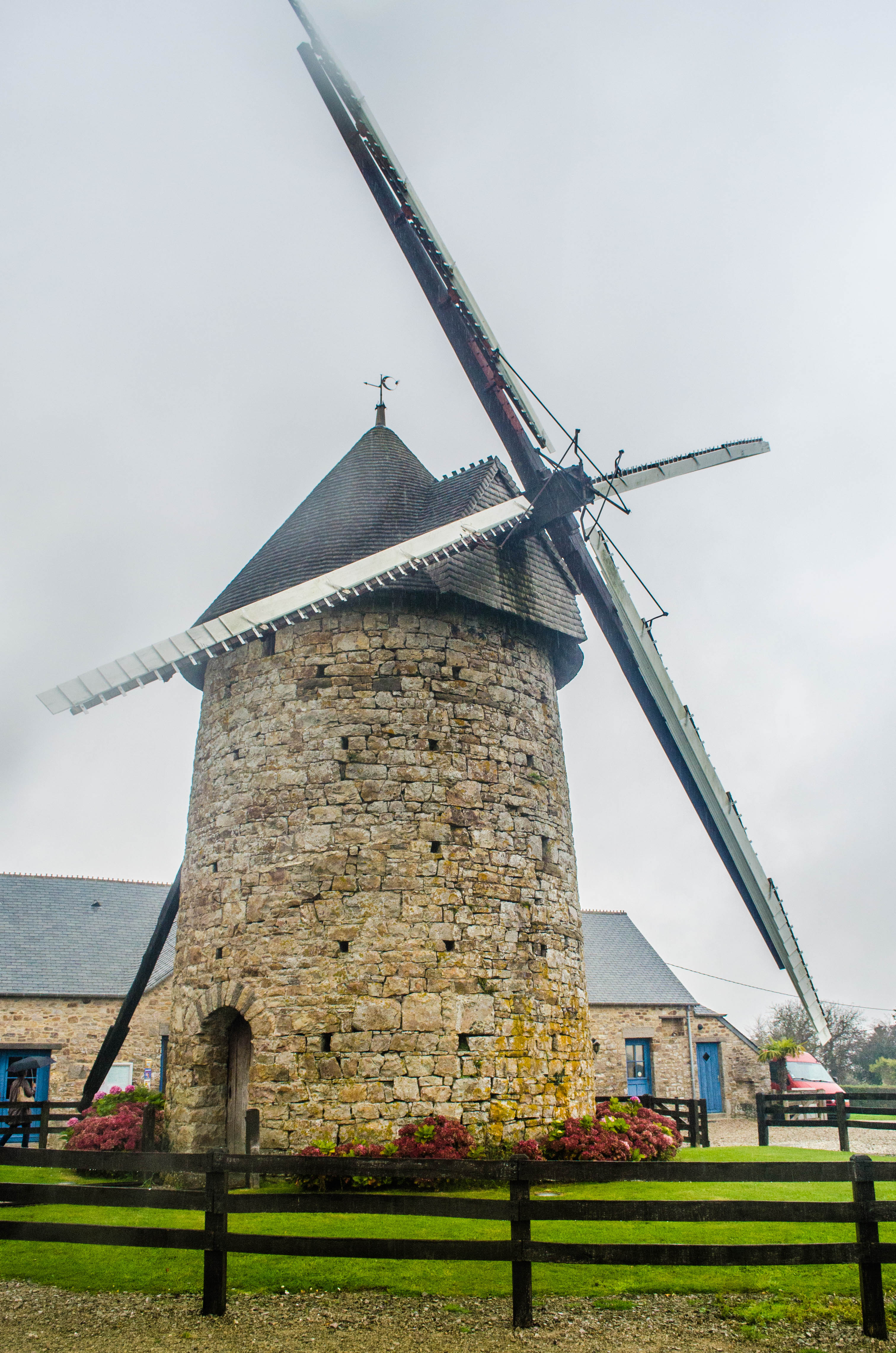
Moulin du Cotentin.

- Le Bas Manoir aux Bréolles. L'ancien manoir seigneurial des XVe – XVIIIe siècles[41] avec une vigne plantée à flanc de coteau, et qui domine le cours de la Saudre, fut la résidence des familles de Briroy, d'Harcourt et Folliot de 1714 à 1804. Ces derniers le vendirent à Louis-Agnès Delaroque, puis il passa en 1844 dans les mains de Bon Le Mauviot, ancien lieutenant, et transmis à son héritière qui épousera Pierre Mabire, et dont la famille le conservera jusqu'en 1878, date à laquelle il échoit à Jean Bellet, à la suite d'un partage entre les héritiers. En 1959 il est acquis par M. et Mme Charles Roulland et était en 2012 la possession de la famille de Pierrepont[42].

Le manoir se présentait sous la forme d'un vaste quadrilatère fortifié de 60 × 50 mètres, mais dont la plus grande partie est ruinée, et dont seul l'angle nord est conservé. À droite d'une porte avec un linteau calcaire en accolade sont gravées dans la pierre, les armes de la famille de Briroy : d'azur au chevron d'or, et sur la gauche une date écrite en chiffres romains qui pourrait être 1559.
- Vestiges du Haut Manoir des XVe – XVIIIe siècles, aujourd'hui divisé en deux propriétés. Il relevait de la seigneurie de Fierville, et ses plus anciens possesseurs connus sont les Pigache. Au XVIe siècle, un Jean Pigache est seigneur au Haut Manoir. En 1666, c'est Charles Pigache qui en est le seigneur, ainsi que de Gonneville à Néhou[44]. François Pigache y vit en 1677 et épouse en premières noces, Marie-Madeleine du Gardin, et devenu veuf, en seconde noces, Olive Le Rossignol[Note 6], dont il eut une fille Marie-Anne-Françoise Pigache (1688-1753) qui en 1752 était en possession du Haut Manoir, et avait épousée, le 6 juillet 1723 à Fierville, Louis Cabieul de Mézières, seigneur de Joganville. Leur fille, Bernadine-Louise-Françoise Cabieul, dame du Haut Manoir épousa, le 21 novembre 1744, Pierre-François de Hennot, et la fille de ces derniers, Maie-Bernadine de Hennot (° 1750), épousa le 8 septembre 1764 Jérôme-Frédéric Bignon (1747-1784), bibliothécaire du roi. Elle lui apportait outre le Haut Manoir, des terres et fiefs importants : le Rosel, Barneville, Graffard, Sortosville-en-Beaumont. Les époux, qui résidait alors dans leur hôtel parisien, vendirent le 2 octobre 1770, devant Pierre Sanson, notaire royal à Montebourg, la terre du Haut manoir à « Me Thomas Desmares, marchand laboureur de la paroisse d'Hémevez, demeurant en sa terre de Gatteville (…), contenant 400 vergées (80 hectares) tant en terres labourables que plantées en pommiers, qu'en prairies et landages, avec le manoir et la maison, basse-cour, grange, écurie, étable, colombier à pigeons[Note 7] et droit de Garennes, pour le prix de 34 460 livres de principal et 360 livres de vin. »[45].
- Le Petit Manoir, privé.
- Hameau de la Grande Motte avec des maisons anciennes dont un bâtiment remontant au moins au XVIe siècle avec à gauche un jour très étroit et une porte en plein cintre. Ils sont le témoignage d'un ancien château féodal situé en ce lieu, dominant la Saudre et à proximité de la route Portbail-Bricquebec et du chemin de Bricquebec à La Haye-du-Puits. La motte signalée, dès 1834, par Charles de Gerville, située au bord du chemin allant de ce village au haut du Parc, était encore visible en 1924. Elle a disparu vers le milieu du XXe siècle, et ses matériaux servirent à la réfection des chemins ruraux[46],[25].

Au XVIIIe siècle, « la pièce de la Grande Motte de treize vergées (2,6 hectares) faisait partie du domaine non fieffé de la seigneurie de Fierville ». Jean Barros suppose également de l'existence d'une autre motte féodale au village de la Petite Motte, qui aurait disparu avant celle de la Grande Motte. Le lieu, stratégique, était sur le chemin de Portbail à Bricquebec. Au XVIIe siècle la pièce dite « Le Jardin à pommiers de la Petite Motte » relevait également du domaine non fiéffé de la seigneurie de Fierville.
- La Préfontainerie du XVIIIe siècle.
- Ferme de la Caucharderie du XVIIIe siècle, avec un grand logis.
- Ancien moulin à vent de 1744, restauré en 1997 par M. Guy Roulland[48] à proximité de l'ancienne maison du meunier. Il est équipé du « système Berton » qui permet de régler la surface des ailes sans arrêter le moulin.

#### Patrimoine religieux

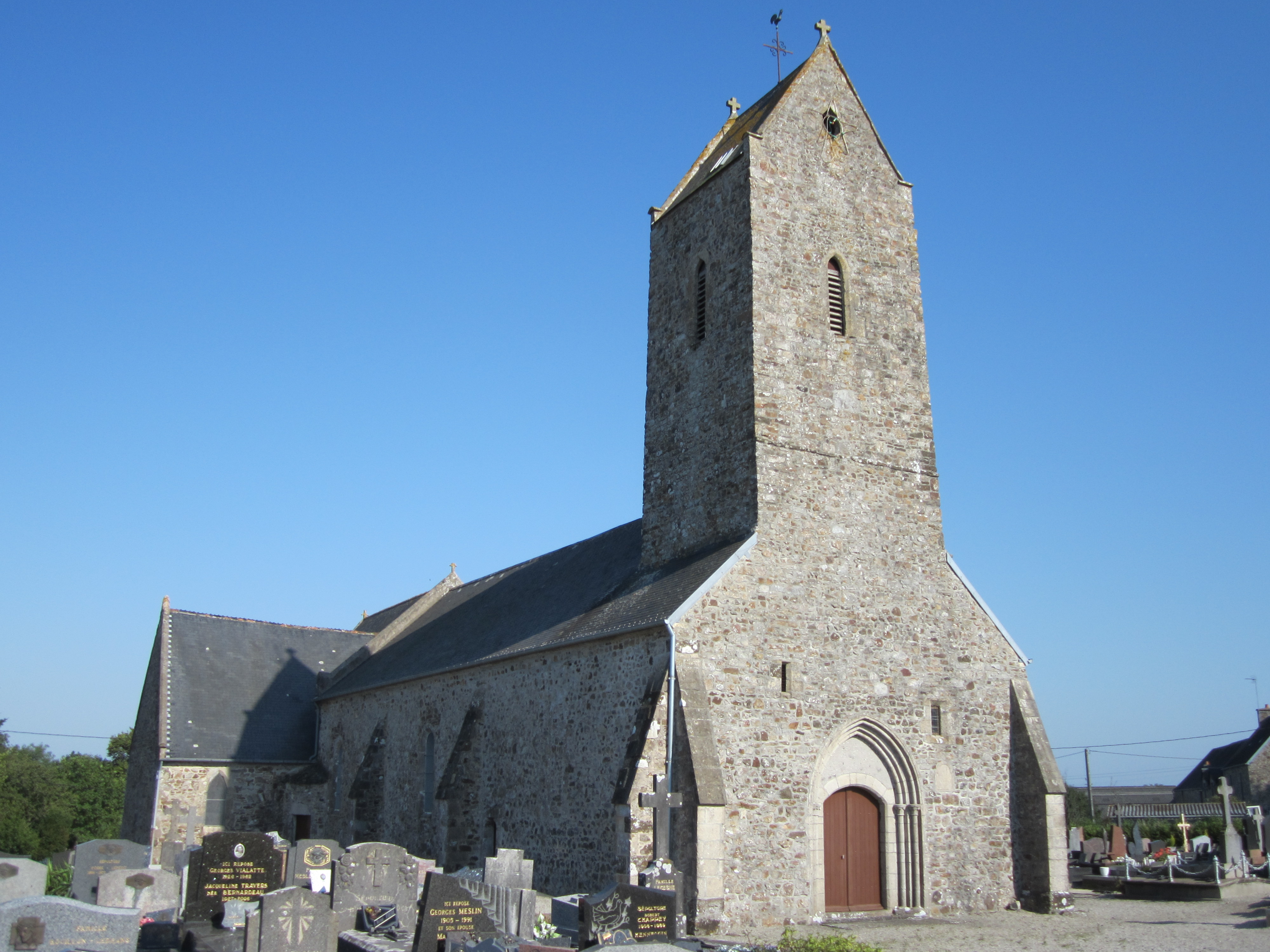
L'église Saint-Pierre.

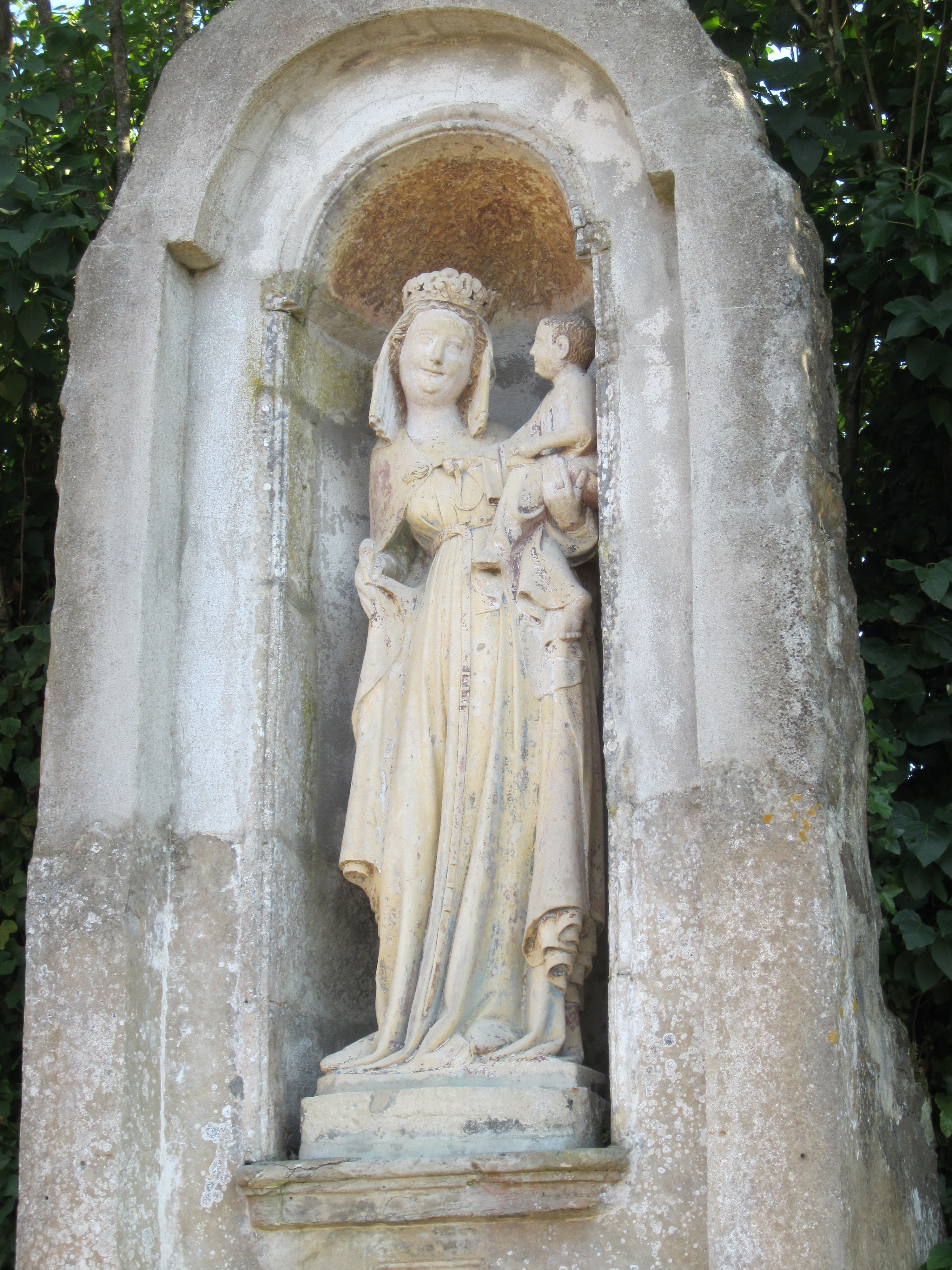
La Vierge à l'Enfant.

- Ancien presbytère du XVIIIe siècle, à l'ouest du bourg, après la ferme de La Caucharderie, construit par le père Georges-François Caillot entre 1775 et 1777.
- Église Saint-Pierre des XIIIe, XIVe – XVIIIe siècles, avec sa sacristie semi-circulaire, en saillie, édifiée au XVIIIe siècle, sur un chevet plat à l'origine. Elle a conservé du « siècle de Saint Louis » les petits chapiteaux de la porte en arc brisé de la façade occidentale ainsi que les chapiteaux au décor feuillagé de la retombée de l'ogive de l'arc triomphal. L'édifice a été agrandie de la chapelle nord, bâtie par Jean de Briroy, seigneur de Fierville, entre 1570 et 1598, et la chapelle sud, consacrée à saint Joseph, bâtie par Nicolas de Harcourt († 1673), seigneur et curé de la paroisse de 1642 à 1666[49]. À droite de la porte, sur la façade ouest, une pierre rectangulaire placée ici évoque René Le Chevalier[Note 8]. : « Cy devant gist le corps de Mre René Le Chevalier, Pbre (prêtre), vicaire et M(ait)re d'échole de ce lieu lequel a donné 15 l(ivres) de rente à l'église. Décédé le 17 avril 1723, pries Dieu pour le repos de son âme. pater ». Quant à la pierre du seuil du portable, aujourd'hui illisible et déchiffrée par Robert Asselin, elle évoque Nicolas de Harcourt : « Cy gist le corps de vénérable et discrette personne mes(sire) Nicolas (de Har)court e(n) so(n) viva(nt) pretre, seig(neur) et curé de ce lieu, après avoir fo(n)dé e(n) cet(te)… le St Rozaire. Plus(ieurs) obit(s), charitez, décéda le 15 de novembre 1673. Priez Dieu pour lui »[49],[Note 9].

L'église abrite un retables du XVIIIe, statue de saint Pierre en chaire (XVIe) classée au titre objet aux monuments historiques, un bénitier représentant une tête humaine, l'Éducation de la Vierge du XVIIe, les statues de saint Jacques le Majeur du XVe, saint Gilles du XVe, du saint Sauveur du XVIIe, arc triomphal du XVIe et poutre de gloire du XVIIIe. Dans le chœur de l'église écu peint de la famille Folliot : d'argent à un sautoir de gueules ; à l'aigle d'or à deux têtes brochant sur le tout, ainsi que sur une plaque de marbre gravée commémorative placée, en 1909, à l'occasion de la refonte de la grosse cloche de l'église, en souvenir de membres de cette famille dont plusieurs furent seigneurs et patrons de Fierville.
- Vierge à l'Enfant du XIVe siècle avec des traces de polychromie, dans une niche, sur la place de l'église. La statue provenant de l'église, placée ici en 1858, est classée au titre objet aux monuments historiques[51].
- Croix de cimetière remontant au moins au XVIIIe siècle.

### Personnalités liées à la commune
- Nicolas de Briroy (1526-1620), frère de Jean, qui vivait en 1543, est nommé, en 1541, à 15 ans, curé de Fierville, après avoir obtenu une dispense d'âge du pape. Évêque de Coutances de 1588 à 1620, il réorganise le diocèse et meurt en 1620 à Coutances[43].
- Maurice Gallet, ancien maire et ancien vice-président de la communauté communes de Portbail, instigateur de la restauration du moulin au pied duquel il est né et a vécu toute sa jeunesse.

### Héraldique
| Armes de la famille Folliot de Fierville | Fierville-les-Mines n'a pas de blason officiel. Lui sont parfois attribuées les armes de la famille Folliot de Fierville, anciens seigneurs de Fierville, qui se blasonnent ainsi : D'argent au sautoir de gueules, à l'aigle bicéphale d'or brochant sur le tout. |